# Marino di Neapoli
Marino di Neapoli (in greco antico: Μαρῖνος ὁ Νεαπολίτης?, Marînos ho Neapolítēs; Neapoli di Samaria, 440 d.C. – 500 d.C. circa) è stato un filosofo e matematico greco antico di origine ebraica che aderì al neoplatonico e successe a Proclo (484) come scolarca dell'Accademia di Atene. Appartenne alla corrente ispirata a Aristotele alla quale seguì la tendenza mistica platonica riportata in auge dal successore Isidoro.

## Biografia

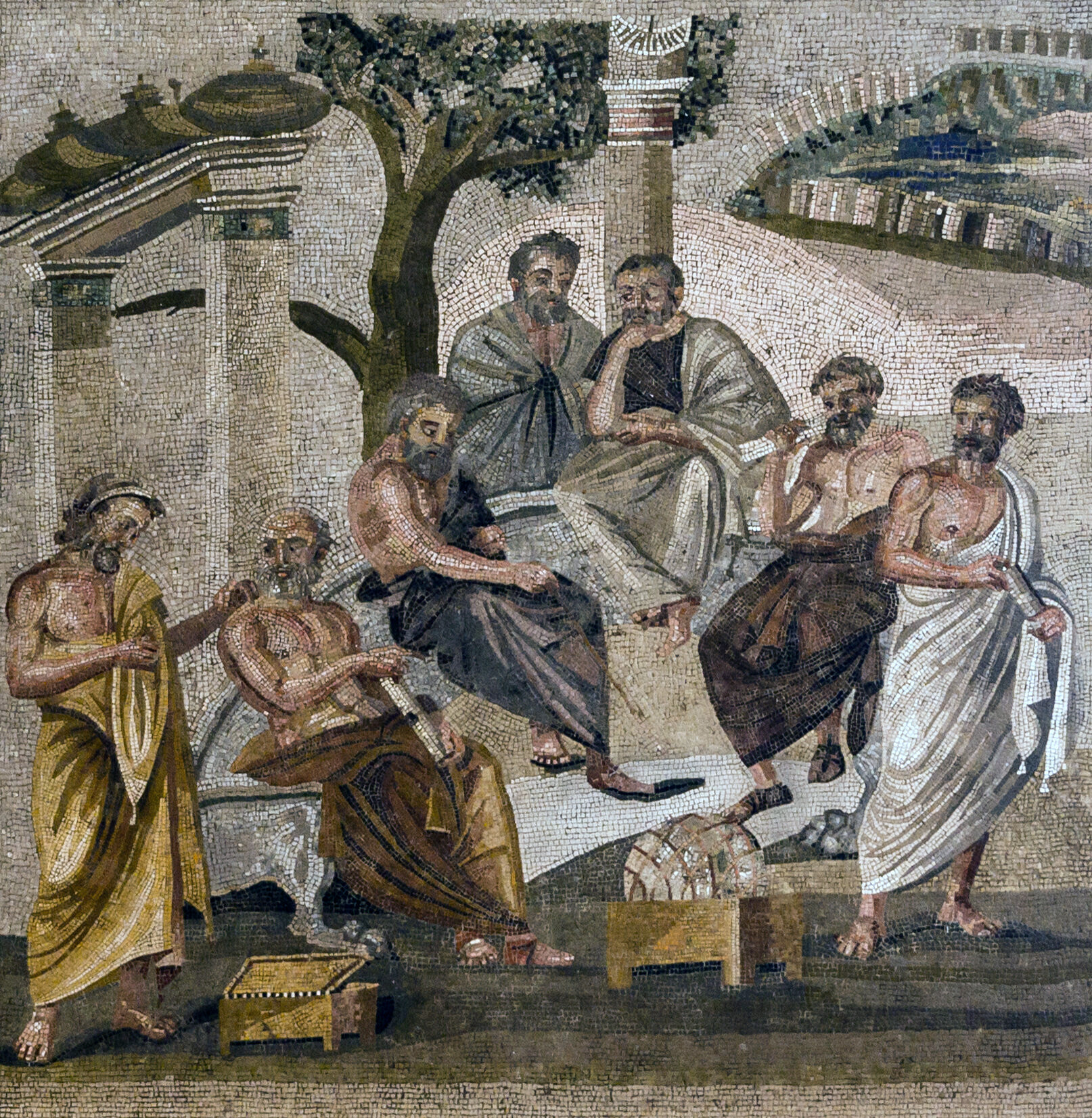
Platone e alcuni suoi allievi nell'Accademia. Mosaico pavimentale da Pompei, I sec. d.C.

Marino, di famiglia samaritana, abbandonò ancora in giovane età la religione tradizionale e cominciò a frequentare gli ambienti greci pagani.
Poté raggiungere una buona formazione nella retorica come appare evidente nello stile e nei riferimenti letterari della sua opera dedicata a Proclo (Proclo o della beatitudine) filosofo e celebre teurgo dell'antichità che usava per le arti magiche divinatorie diffuse nel neoplatonismo la cosiddetta trottola di Ecate che Marino chiama "divina" e "ineffabile" poiché permetteva di entrare in contatto con le divinità.
L'altra sua opera conservata è un commento ai Data di Euclide.
Entrato nell'Accademia ateniese Marino divenne discepolo di Proclo, di cui seguì le lezioni sulla Repubblica di Platone e sui poemi orfici. Frequentò anche un corso sulla filosofia di Platone e di Aristotele e le lezioni di lettura e interpretazione esegetica teurgica dei poemi omerici e orfici e degli Oracoli caldaici come prescriveva il programma scolastico obbligatorio per chi voleva far parte dell'Accademia come membro stabile. Successivamente si dedicò all'insegnamento della filosofia ed ebbe tra i suoi allievi Isidoro e Damascio. Alla morte di Proclo, Marino venne eletto scolarca con l'appoggio dell'ala aristotelica della Scuola, superando Isidoro, che era sostenuto dagli antiaristotelici e che lo seguì nella direzione dell'Accademia.

## Opere
Edizioni
- I.F. Boissonade, Marini Vita Procli, Graece et Latine ad fidem librorum manuscriptorum, Leipzig 1814; ristampa anastatica, Amsterdam 1966.
- H. Menge, Euclidis Data cum Commentario Marini et scholiis antiquis, Lipsiae 1896 (Biblioteca Teubneriana), pp. 233-257 (con traduzione latina).

Traduzioni
- Marino di Neapoli. Vita di Proclo, Testo critico, introduzione, traduzione, commento di R. Masullo, Napoli 1985.
- Marino, Vita di Proclo, in Proclo, I Manuali, traduzione di C. Faraggiana di Sarzana, Milano 1985, pp. 273-319.
- M. Michaux, Le commentaire de Marinos aux Data d’Euclide, Louvain 1947.